# Australische Badmintonmeisterschaft 1968
Die Australische Badminton-Meisterschaft 1968 fand Anfang September 1968 in Brisbane statt. Kay Nesbit gelang es bei diesen Titelkämpfen als erster Spielerin, in zwei aufeinanderfolgenden Jahren alle drei möglichen Titel zu gewinnen.

## Finalresultate
| Disziplin   | Sieger                          | Finalist    | Ergebnis |
| ----------- | ------------------------------- | ----------- | -------- |
| Dameneinzel | Kay Nesbit                      | Judy Walker | 2:0      |
| Damendoppel | Kay Nesbit Jan Horton           | Judy Walker | 2:0      |
| Mixed       | Christopher Hardwick Kay Nesbit | Judy Walker | 2:0      |

## Weitere Titelträger
| Disziplin    | Sieger                  |
| ------------ | ----------------------- |
| Herreneinzel | John Compton            |
| Herrendoppel | Donald Cory Ricky Irwin |